# ヤヒア・ハマウダ
ヤヒア・ハマウダ(Yahya Hammuda、1908年-2006年)は、パレスチナの政治家。1967年12月24日から1969年2月2日まで、アフマド・シュケイリの後を継いでパレスチナ解放機構議長を務めた。彼の後はヤーセル・アラファートが継いだ。
1908年にリフタで生まれた。General Refugee Congress (GRC)の創設メンバーの1人である。GRCの最初の会合は、1949年3月17日にラマッラーで開催され、ハマウダは副議長に選ばれた。国連のパレスチナ調停委員会は、パレスチナ人のある程度の独立性を望み、GRC代表団をPCCに招いた。